# Oberägeri
Oberägeri (toponimo tedesco) è un comune svizzero di 5 994 abitanti del Canton Zugo.

## Geografia fisica
Oberägeri si affaccia sul lago di Ägeri.

## Monumenti e luoghi d'interesse
- Chiesa cattolica dei Santi Pietro e Paolo, attestata dall'876[1].

## Società

### Evoluzione demografica
L'evoluzione demografica è riportata nella seguente tabella:
Abitanti censiti

## Amministrazione
Ogni famiglia originaria del luogo fa parte del cosiddetto comune patriziale e ha la responsabilità della manutenzione di ogni bene ricadente all'interno dei confini del comune.